# 成形炸薬弾
成形炸薬弾（せいけいさくやくだん、英語: shaped charge、成型炸薬弾とも表記）は、成形炸薬を用いた砲弾・弾頭である。モンロー/ノイマン効果を利用しており、主に対戦車用砲弾および対戦車ミサイルに用いられる。戦車を標的として開発されたことより一般的に（ゲームなどで、例War Thunder ,World of Tanks など）対戦車榴弾（HEAT：high-explosive anti-tank）と呼ばれるが、対潜水艦兵器の弾頭としても使用されている。
APFSDS（装弾筒付翼安定徹甲弾）などの運動エネルギー弾に対して「化学エネルギー弾」に分類される。

## 原理

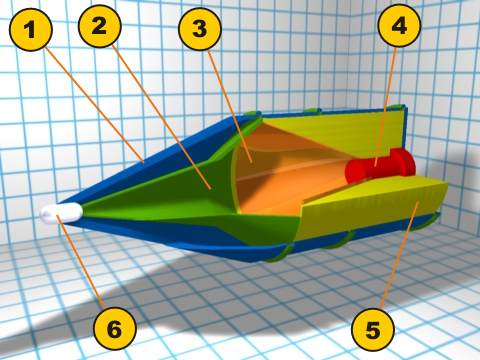
成形炸薬弾の模式図（一例）
①風帽で空気抵抗を減らし射程を伸ばす。ただし滑腔砲用はスパイクノーズタイプが多い。
②プローブ。メタルジェットを阻害しないよう中空の内部構造を持ち、目標との最適距離（スタンドオフ）で起爆するように長さが決められている。
③金属の内張り（ライナー）メタルジェットを発生させる。
④起爆薬。炸薬の後部に置かれ炸薬を後部から起爆する（PIBD方式）。
⑤円錐形のくぼみを持つ炸薬。モンロー効果を発生させる。
⑥衝撃信管で着弾と同時に起爆薬を起爆させる

成形炸薬弾は、円柱状の炸薬（現在RDX、HMX系が主流）の片側を漏斗状にへこませ、そこに同様な形状に金属板（ライナー）を装着した形状をしている。
へこませた側と反対側から起爆させることで発生した爆轟波によりライナーは動的超高圧になり崩壊する。この結果、爆轟波の進行に伴い漏斗中心に発生したスタグネーションポイント（圧力凝集点）によって底部から先端まで絞りだされるように液体金属の超高速噴流（メタルジェット）が起こる。これがモンロー/ノイマン効果である。
爆轟波が進行していくと生成されたジェット自体は速度勾配によって細長く伸び、やがてブレークアップする。最も良く用いられる、ライナーを銅としたモデルの場合、一般に約8-9km/sの高速のメタルジェットとなり、戦車などの装甲を侵徹する。その原理は、接触したメタルジェットの運動エネルギーで今度は装甲との相互作用面がユゴニオ弾性限界を超える超高圧状態となり、装甲材自体の機械的強度は無視され、ほぼ液体として振舞う中、ジェットが突き進むためである。これは、装甲侵徹技術としてAPFSDS登場以前の運動エネルギー弾とは異なった威力を示している。
進行するジェットはやがて速度と圧力が減少し、断片化し侵徹能力を失う。最後にジェットに成りきれなかったライナーがスラグとして飛んで行くが、既に実用上の効果は失った残滓である。
弾体が高速で旋転していると、その干渉でメタルジェットの収束が阻害され断片化し易くなるため、滑腔砲や低初速の施条砲からの発射が望ましいが、現在ではスリップリングの取り付けにより数rpm程度の回転数に押さえることで、高初速大口径の施条砲から発射された場合でも効果を大きく減ずることはない。この場合弾道安定はAPFSDS同様に安定翼により行われる。
なお、侵徹力を増すためには、弾頭を大型（特に口径を）にする以外に、漏斗形状やライナーの加工精度の改善の他、効率良くメタルジェットが生成するよう、球面爆轟波を平面波とするため不活性物質のウェーブシェーパーを組み込んで爆速を調節したり、爆速の異なる2種類の炸薬を組み合わせた爆薬レンズ構造を用いたりしている。将来的にはより高爆速の炸薬（CL-20など）を用いたりする他、ライナーを銅より高密度高延性なタンタルや、モリブデンなどの合金に材料を変更するなども研究されている。別の工夫として侵徹口を塞ぐ恐れのあるスラグ排除のためインヒビターを装着することもある。

### 温度と圧力に関する誤解
成形炸薬の装甲侵徹原理とこれによる装甲車両への破壊効果について、「高温のガス・メタルジェットによって装甲を融かして穴を開ける」「高温のガス・メタルジェットが車内に吹き込むため、これにより車内が焼き尽くされる」というような誤解がなされていることがあるが、前述した通り、装甲が液体として振舞うのは主として温度ではなく圧力による。たしかにメタルジェットは高温であり液体として挙動するが、固相の金属その物であり断熱系のため、ジェットの発生しているような短時間に爆発の熱が装甲に伝導し溶融するほどの高温にはならない。
確かに、衝撃インピーダンスが低い物質（気体など）は動的なエネルギーなどで圧縮を受けると熱に変換されやすい。この現象は宇宙船の大気圏再突入時にも起こる。大気圏突入時に宇宙船は高温に曝されるが、この時の熱は、ここで挙げたような、大気が進行方向への圧縮によって高温のホットスポットを生みそれが機体に輻射されることによるものである。また、超高速の領域では衝突時の作用面の温度上昇は無視できないパラメータとなり、例えば固体でも相対速度10km/s以上の衝突を再現する軌道プラットホームのホイップルバンパーへの耐デブリ実験では、投射体とバンパーの命中箇所が高圧と高温により蒸発してしまうレベルになりうる。
しかし、金属をはじめとした固体全般のような衝撃インピーダンスが高い物質と、通常の成形炸薬のメタルジェットの速度領域という条件下では、受けた動的エネルギーは熱より圧力に変換され易くなる。その結果として動的超高圧が主な要因となって、装甲に塑性流動を引き起こす。
成形炸薬弾は耐装甲兵器として、3つの主要なメカニズムを通じてその有効性を達成する。最も明らかなこととして、成形炸薬弾が装甲に穴を開けるとき、ジェットの残留分が衝突するすべての内部コンポーネントに大きな損傷を引き起こす可能性がある。また、ジェットが装甲と相互作用するため、内部に達する穴が開いていなくても、通常、装甲材料の命中箇所内面からは不規則な破片が剥がれる。この装甲背後から飛散した雲状の破片も、通常、当たったものにダメージを与える。そしてジェットが装甲板に衝突・貫通する際に発生する機械的な衝撃は、電子機器といった繊細なコンポーネントにとって、特に重大なものである。

## 特徴
対戦車榴弾は、現在のもので漏斗の直径の約5-8倍（理論的には約12倍）、第二次世界大戦期のもので2倍程度の均質圧延鋼装甲（RHA：Rolled Homogeneous Armor, 標準的な防弾鋼板）を貫通することが可能である。着弾時の速度によらず貫通力が一定なため、遠距離射撃用の戦車砲弾や速度の遅い対戦車ミサイルなどに用いられている。

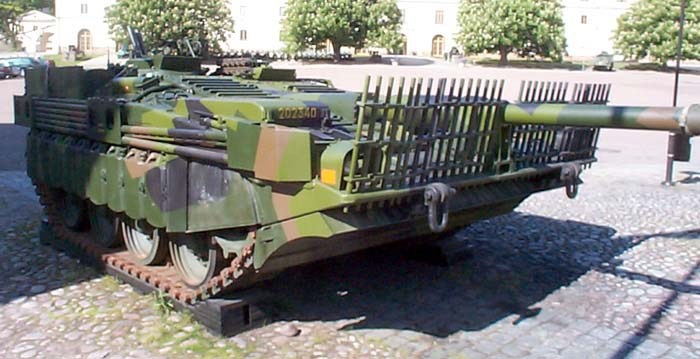
防護柵を装着したStrv.103 C

多種な兵器に搭載できる長所を持ち、広く使われる攻撃であるため、装甲車両はケージ装甲や、爆発反応装甲などの防御手段を発達させてきた。弾頭側もこれに対抗して、二重または三重の弾頭を備えたタンデム弾頭と呼ばれるタイプや、大抵の兵器の弱点でもある上部を狙うタイプなどの対抗手段を発達させている。
上記のように成形炸薬弾は、動的超高圧により塑性流動を生じさせることが主たる効果であり、APFSDSの侵徹原理にも繋がるが、現代においては対MBT用の砲弾としてはHEATではなくAPFSDSが搭載されることが多い。その理由としてHEATは数値上（RHA換算など）ではAPFSDSと同程度の威力を示すが、現在のMBTに多く使われる複合装甲に対してはAPFSDSに比べ有効ではないことが挙げられる。これはメタルジェットがAPFSDSの侵徹体に比べ質量が著しく小さく、固体としての挙動ではない事により、複合装甲の持つ衝撃インピーダンス勾配界面の影響を受けやすい他、複合装甲に用いられるセラミックのユゴニオ弾性限界は鋼鉄の10倍以上であり、メタルジェットの圧力ではこれを超えることができない。さらにセラミックは原子間結合が強く、古典的破壊理論における亀裂の成長速度がメタルジェットの速度よりも遅いため、メタルジェットはこの結合力を引裂きながら進まなければならなくなり、実質的にはセラミックはアルミナ化合物としての理論上の理想強度を発揮しているのと同じになり、メタルジェットのエネルギーが減衰してしまう。

## 使用法

### 多目的対戦車榴弾

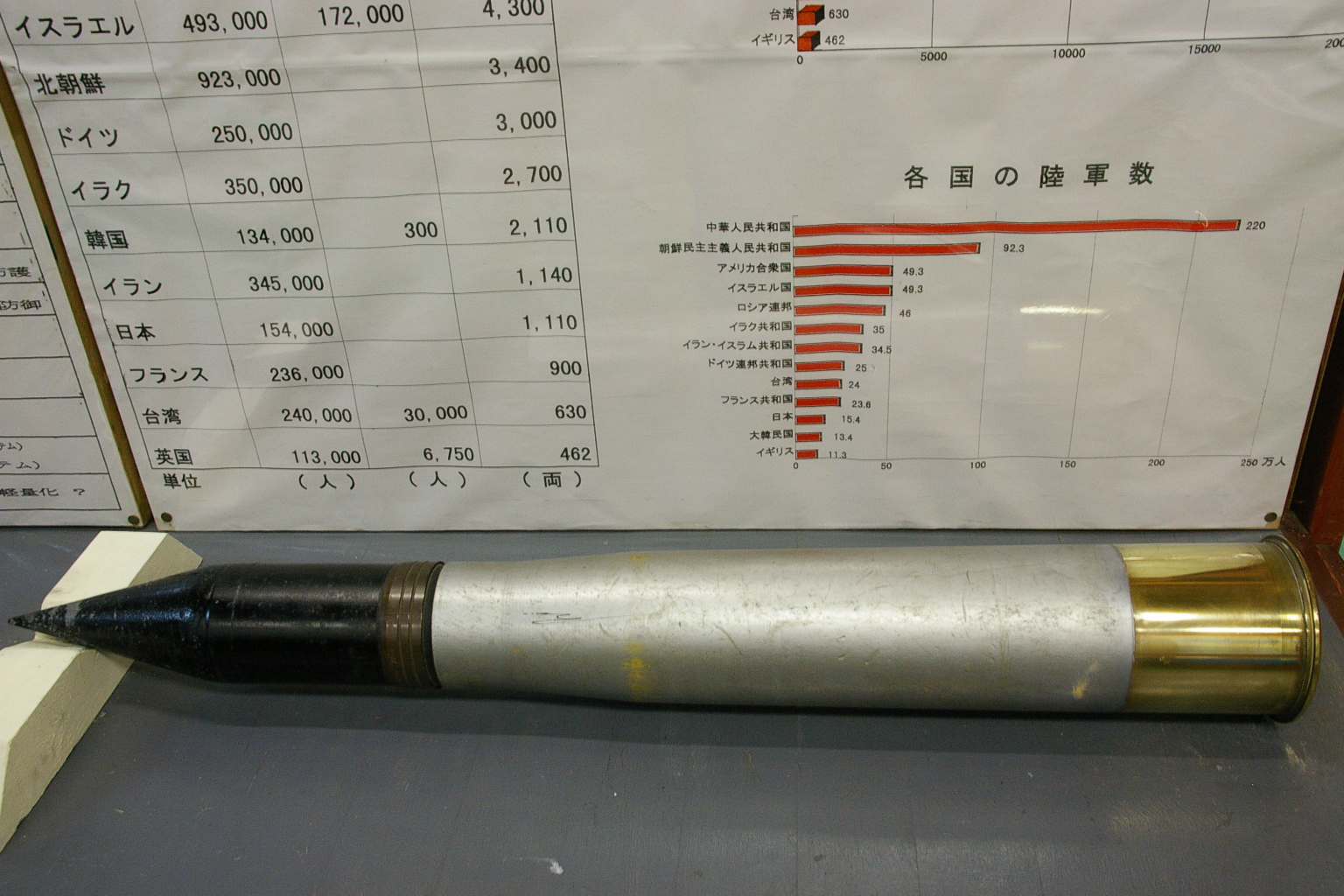
陸上自衛隊の105mm多目的対戦車榴弾

近年の戦車では多目的対戦車榴弾（HEAT-MP：High-Explosive Anti-Tank Multi-Purpose）が装備されていることが多い。これは、爆薬のエネルギーの70%以上がメタルジェットにならずに周囲に飛び散っているのを利用して、弾体のメタルジェット形成を阻害しない個所に鋼球やワイヤーを貼付し、爆発時に周囲に飛散するようにしたもので、榴弾兼用として使用される。ただ、同口径の榴弾と比較して威力で劣る（90式戦車の44口径120mm滑腔砲Rh120のHEAT-MPと74式戦車の51口径105mmライフル砲L7A1の榴弾が同程度）。
アメリカのM830A1多目的対戦車榴弾などはレーザー近接信管を持ち、ヘリコプターを撃墜することすら可能だとされている。

### 魚雷
アメリカのMk50や日本の97式魚雷などの最新型魚雷には、成形炸薬弾頭が用いられている。これは、潜水艦の耐圧船殻の強化・二重化（複殻式潜水艦）に対抗する目的のほか、魚雷の誘導精度の向上により船体への直撃が見込めるようになったためである。

### タンデム弾頭

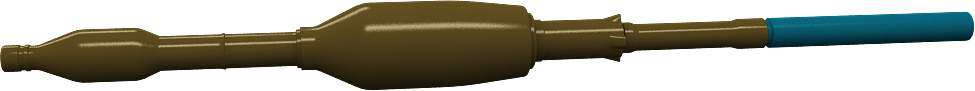
RPG-7用のPG-7VRタンデムHEAT弾。
先端部のやや太めの部分がサブ弾頭（口径64mm）、中ほどの太い部分がメイン弾頭（口径105mm）である

近年の砲弾やミサイルの弾頭では、成型炸薬を二段構えにして、大型のメイン弾頭の直前に小型の弾頭を配置したものがある。これは、成型炸薬弾防御のための爆発反応装甲に対抗するためである。小型のサブ弾頭があらかじめ爆発反応装甲を起爆させ、その後にメイン弾頭が突入することによって装甲を打ち破る。
ロシアの戦車に搭載されている125mm戦車砲用の砲弾には2段ではなく3段構えになっているものもある。タイミング調整のため、高度な電子技術を要し、弾頭同士の相互作用を防ぐ隔壁技術も必要である。このため、生産費用が高い。

### スペースデブリ衝突実験
低軌道においてスペースデブリの平均衝突速度は10km/s、最大で16km/sにもなるが、通常の一段式火薬砲では2km/sしか出せず、速度が足りない。
JAXAではインヒビター付き成形爆薬で11km/sの第二宇宙速度を超えた飛翔体を作り出すことに成功している。
飛翔体は固体ではあるが飛行距離によって形状と密度が変化することが指摘されており、試験結果においてはそのことを加味する必要がある。

## 実際の兵器

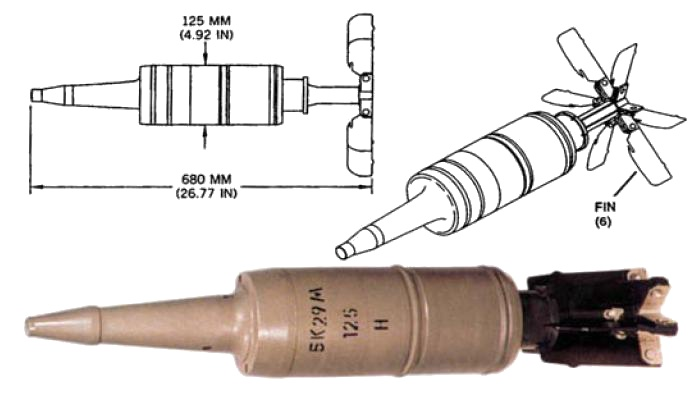
ロシア製 3BK29 成形炸薬弾
直径125mmのこの砲弾は、T-64以降の戦車砲から発射される

1910年に発見されたノイマン効果はモンローの改良を経て実用化への道を歩む。まずはコンクリートトーチカを破壊するための工兵資材としての運用が試みられた。
第一次世界大戦で登場した戦車の装甲が一般の榴弾や対戦車ライフルで手に負えない存在になると、成型炸薬弾を低初速の砲から発射したり、吸着地雷などとして対戦車戦闘に利用されるようになる。特にバズーカやPIATのような簡易な発射装置でも対戦車戦闘が可能になったのは歩兵の対戦車能力を飛躍的に向上させることになった。
ただし成型炸薬の原理上大きな弾頭直径が必要不可欠であるため、口径の小さな銃砲で用いるには外装式の擲弾銃を用いる必要があり、のちにドイツのパンツァーファウスト、ロシア（旧ソ連）のRPG-7のような形式に発展した。